# Armando Bottin
Pour les articles homonymes, voir Bottin.
Armando Bottin, né le 18 septembre 1942 à Anzio dans la province de Rome et mort le 5 avril 1989 à Romford dans le Grand Londres, est un culturiste, cascadeur et acteur italien.

## Biographie
Troisième d'une famille de quatre enfants, il devient à l'âge de vingt et un ans champion régional et vice-champion d'Italie de boxe amateur dans la catégorie des poids moyens, après quoi il participe à des compétitions de culturisme, où il se classe souvent en bonne position.
Plus tard, il entame une carrière de cascadeur et d'acteur de cinéma avec son concitoyen Giovanni Cianfriglia et son frère Luciano Bottin, prenant exemple sur sa légende, Mister Univers Steve Reeves, et tournant des longs métrages sous la direction de Demofilo Fidani, Luchino Visconti, Pier Paolo Pasolini, Damiano Damiani, Bruno Corbucci, Vittorio De Sica, Enzo G. Castellari, et Fernando Di Leo.
Utilisant également des pseudonymes tels que Johnny Kissmuller Jr. et Gordon Steve, Bottin a joué dans plusieurs films dans les années 1960 et 1970, travaillant souvent aux côtés de grands acteurs tels que Totò, Ursula Andress, Franco et Ciccio, Orson Welles, Rod Steiger, Bud Spencer et Terence Hill.
Marié, il s'installe en Angleterre pour gérer des gymnases et des piscines et pratiquer le triathlon en compétition.

## Filmographie
- 1963 : Les Dix Gladiateurs (I dieci gladiatori) de Gianfranco Parolini
- 1965 : Agent 3S3, passeport pour l'enfer (Agente 3S3: passaporto per l'inferno) de Sergio Sollima
- 1967 : Les Sorcières (Le streghe) de Pier Paolo Pasolini, Luchino Visconti, Franco Rossi, Vittorio De Sica et Mauro Bolognini
- 1968 : Le Pistolero de Paso Bravo (Uno straniero a Paso Bravo) de Salvatore Rosso (de)
- 1970 : Deux Corniauds dans la brousse (Due bianchi nell'Africa nera) de Bruno Corbucci
- 1972 : Karzan, le maître de la jungle (Karzan il favoloso uomo della jungla) de Demofilo Fidani
- 1973 : Le Boss (Il boss) de Fernando Di Leo
- 1973 : Quelli che contano d'Andrea Bianchi
- 1975 : Ursula l'anti-gang (Colpo in canna) de Fernando Di Leo
- 1975 : Un génie, deux associés, une cloche (Un genio, due compari, un pollo) de Damiano Damiani
- 1976 : Keoma d'Enzo G. Castellari